# Периодические издания на оккупированной территории СССР в годы Великой Отечественной войны

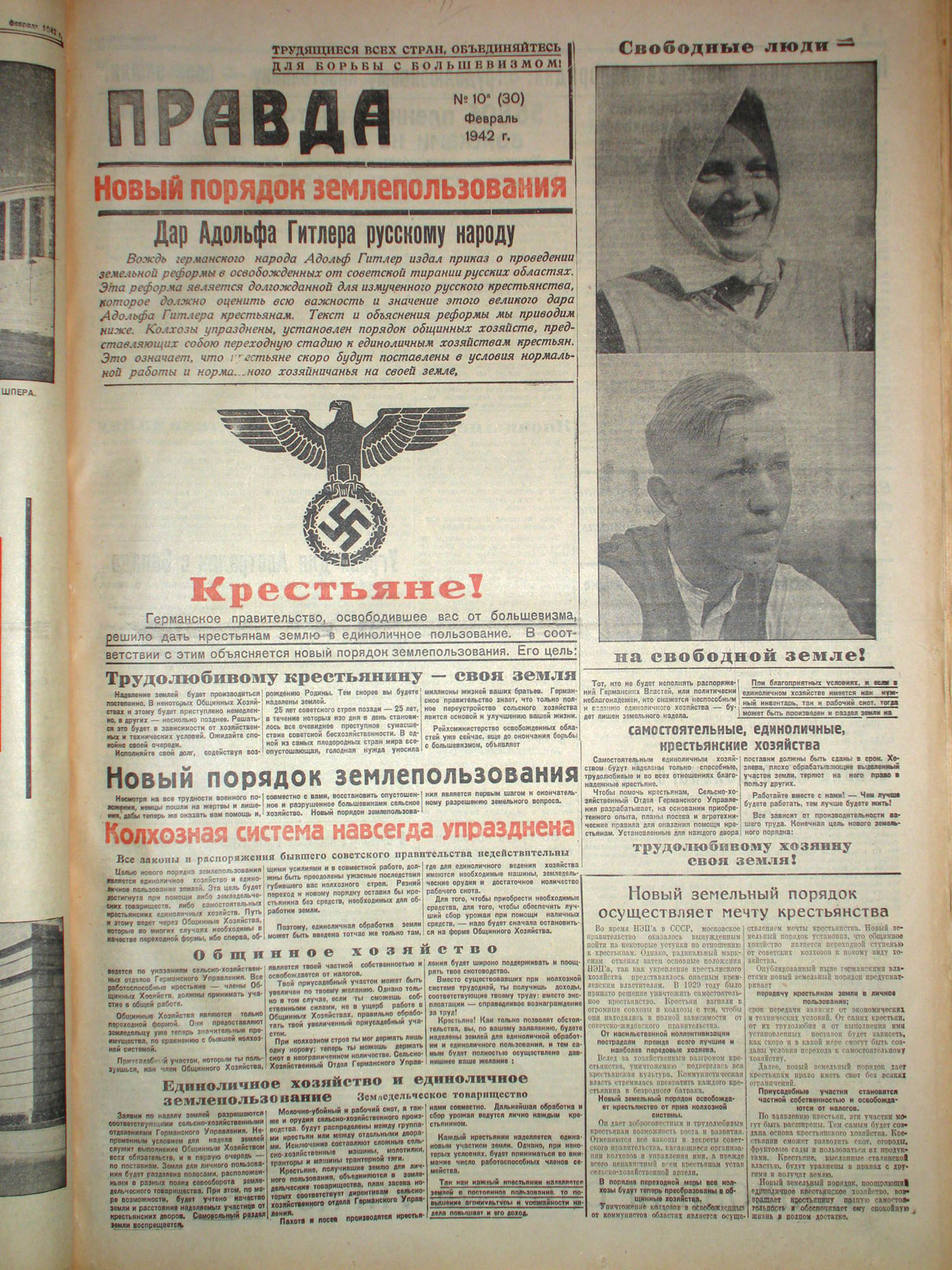
Оккупационная немецкая газета «Правда» повторяла дизайн советской «Правды»

Периодические издания на оккупированной Третьим рейхом территории СССР в период Великой Отечественной войны представлены в относительно равной степени, как издававшимися оккупационными немецкими, финскими и румынскими властями газетами и журналами, так и выпускавшейся подпольно, в том числе партизанами, советской печатной продукцией.
Всего, в разное время, на захваченной Третьим рейхом и его союзниками территории печаталось более 260 коллаборационистских газет и журналов. В 1943—1944 годах число республиканских, областных, городских, межрайонных газет и газет отдельных партизанских отрядов достигало трёхсот названий.
История периодики на оккупированной территории СССР началась вскоре после начала войны и продолжалась до последних её дней (последний номер оккупационной газеты «За родину» вышел в Курляндском котле 7 мая 1945 г.). В общей сложности на оккупированной немецкими войсками территории издавалось 260 коллаборационистских газет и журналов.

## Немецкие и финляндские издания

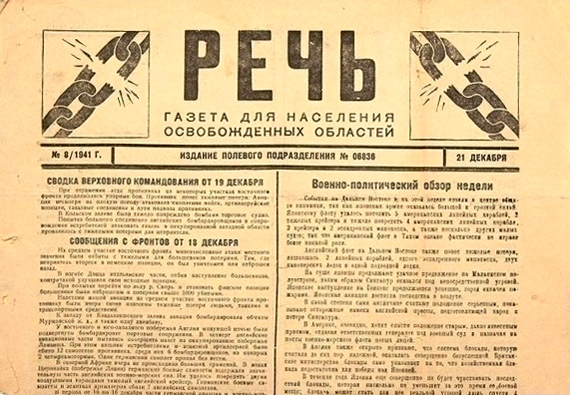
Орловская газета «Речь».

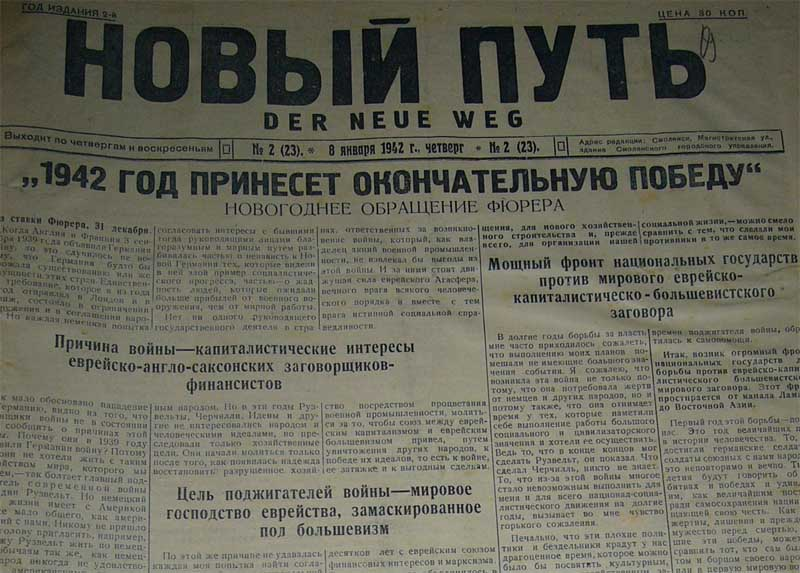
Смоленская газета «Новый путь». Всё время существования газеты её бессменным редактором оставался бывший редактор газеты «Рабочий путь» Константин Акимович Долгоненков

Оккупационные периодические издания выходили на территории всех оккупированных республик — в Белоруссии, Молдавии, Латвии, Литве, России, на Украине, в Карело-Финской ССР. Немецкие оккупационные газеты выпускались на русском, украинском, белорусском, молдавском, литовском, латышском, эстонском и других языках народов СССР, среди них особую роль играли газеты на русском языке. В связи с разными условиями пропагандистской работы и соревновательностью, коллаборационные периодические издания имели строгую привязку к регионам, были и специализированные издания, ориентированные на конкретные группы читателей — крестьян, рабочих, военных, женщин и т. д. Антисемитская тема присутствовала во всех оккупационных периодических изданиях, большое значение имела религиозная риторика, но и она имела пропагандистскую окраску, большую роль в этом играл журнал «Православный христианин». Большинство немецких оккупационных газет придерживались тезиса о превентивности войны Германии против СССР, обвиняя в развязывании войны СССР.
Изначально газеты представляли собой скромные информационные листки, но в связи с тем, что с немецкими властями начинали сотрудничать советские коллаборационисты, некоторые из которых имели издательский опыт, а порой немцы и специально приглашали бывших эмигрантов с соответствующим опытом работы, газеты разрастались до серьёзных изданий. Например, рижскую газету «Русский вестник» редактировал известный в эмиграции писатель и журналист Владимир Клопотовский (Лери). Ответственными редакторами русскоязычной киевской газеты «Последние новости» были первоначально доцент Л. В. Дудин, а затем профессор Константин Штепа. Однако в целом, по признанию оккупационной газеты «Голос Крыма», и в 1943 году «журналистов по существу до бедности мало… Положение прессы при отсутствии журналистов крайне затруднительно». В основном газеты печатали немецкую информацию, в частности и из-за того, что сбор местной был сопряжён с опасностью для журналистов-коллаборационистов. Для таких журналистов были разработаны инструкции: так, имена и фамилии карателей и перебежчиков могли быть опубликованы в газете только с их согласия.
В целом немецкие газеты давали однообразный, в основном пропагандистский, материал и сообщения о боевых успехах Вермахта, а позже сообщения о РОА. В 2009 году «Известия СмолГУ» опубликовали работу И. Б. Красильникова, в которой он отметил следующее:

Все оккупационные газеты составлялись по одинаковому образцу. Лицевые полосы были посвящены официальным сообщениям германских властей и положению на фронте. Далее, как правило, шли рассказы о «новой жизни», статьи и очерки, критикующие советский строй. Последние страницы отводились под размещение рекламы, сообщения о культурной жизни. При этом можно отметить, что в различных газетах печатались одни и те же статьи и сообщения. Материал для большинства газет поставляло созданное в Берлине специальное пресс-бюро.— «Состояние образовательных и культурно-просветительских учреждений Смоленской области в период немецкой оккупации»
Историк Олег Романько, ссылаясь на известного коллаборациониста Александра Казанцева, указывал на то, что, несмотря на однообразие немецких газет, и тут был наложен запрет на их распространение, нельзя было распространять газеты предназначенные для одного региона в другом, такое распространение каралось наравне с распространением советских газет, делалось это, в том числе, и из страха перед возможной консолидацией русских сил, например, боязни немцев незапланированного влияния РОА на массы через газеты. Один из редакторов коллаборационисткой газеты утверждал по этому поводу следующее:

Так, например, газета «За родину», где работал я, была подведомственна ОКВ (Верховному Командованию Вермахта) и пропагандировала Власова и его «движение», когда никто о нём ничего ещё и не слышал (потом сверху запретили), а «Новое Слово» контролировалось геббельсовской конторой и о Власове полслова написать запрещалось.— Стенрос-Макриди, газета «Наша страна» от 01.012.14, № 2981

### РСФСР

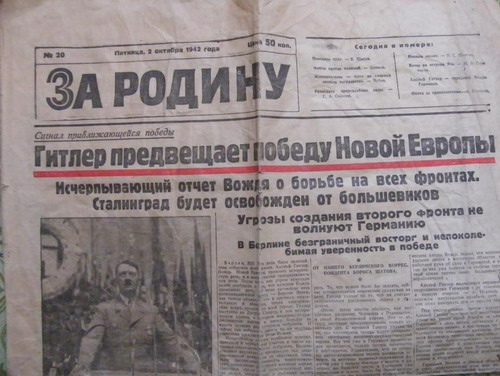
Псковско-рижская газета «За родину». В годы ВОВ в неё перешла вся редакция «Псковского колхозника».

Немецкие издания на территории России в годы Великой Отечественной войны были представлены в основном русскоязычными газетами и журналами, разовые тиражи которых доходили до 100 тыс. экземпляров. Известными оккупационными многотиражками были псковская газета «За родину», орловская «Речь» и смоленская «Новый путь». Кстати, редактором оккупационной немецкой газеты «Новый путь» стал бывший редактор газеты «Рабочий путь», что является примером распространённого сотрудничества работников советской прессы с немцами в годы Великой Отечественной войны. Аналогичный случай произошёл с редактором газеты «Псковский Колхозник»: он стал редактором оккупационной немецкой газеты «За родину», причём вместе с ним к немцам перешла вся редакция. Исследователи определяли подобное чистейшим коллаборационизмом. В г. Курске до января 1943 года издавалась газета «Kursker Nachrichten».
В Крыму, в Симферополе, с декабря 1941 издавалась газета «Голос Крыма» — коллаборационистская газета на русском языке. Там же, частично на базе типографии и персонала советской газеты «Къзыл Кърым», с января 1942 года в качестве печатного органа Симферопольского мусульманского комитета издавалась коллаборационистская газета «Азат Кърым» («Свободный Крым»).
С 22 марта 1942 года в Смоленском районе в тиражом в 150 тысяч экземпляров выходила специальная газета для крестьян «Колокол». На Северном Кавказе выходила коллаборационистская газета «Газават», специализирующаяся на военной пропаганде среди мусульман, а её лозунгом был «Аллах над нами — Гитлер с нами». Даже в небольших городках порой выходили собственные газеты — например, в станице Лабинской, причём редактором оккупационного СМИ был местный школьный учитель русского языка и литературы, впоследствии осуждённый на десять лет.

### УССР
Активное участие в создании периодических изданий приняли походные группы ОУН, выпускавщие многочисленные издания на украинском языке. Одним из первых их изданий стало «Українське слово», редакция которого перемещалась из города в город вплоть до занятия немцами Киева. В декабре редакция газеты была арестована и вскоре казнена, а новый редактор К. Ф. Штеппа переименовал газету в «Нове українське слово», которое стало выходить на русском языке. Одновременно в Киеве Л. В. Дудин издавал газету «Последние новости».
В Харькове активную роль в издании местной прессы играли А. Любченко и В. Петров (оказавшийся советским разведчиком).
На западе Украины заметную роль в журналистике и издательстве оккупационной прессы играл Улас Самчук. В ноябре 1941 г. он совершил поездку по центральным и восточным районам Украины, где брал интервью у деятелей местной оккупационной администрации.
На Донбассе, по сообщению берлинской газеты на русском языке «Новое слово» за 8 июля 1942 года, выходило более десяти газет. С октября—ноября 1941 года начали выходить: «Маріупольська газета» (на украинском языке), «Донецький вісник», «Донецька газета» (на украинском языке, Славянск), позже «Бахмутський вісник», «Нове життя» (Чистяково), «Сніжнянський вісник», «Дебальцевський вісник» и «Харцизський вісник», а в начале 1942 года начали издаваться: «Український Донбас» (Горловка), «Костятинівські вісті» и «Хлібороб» (Волноваха).
На территории Транснистрии (включая Одессу) русскоязычные издания имели прорумынскую направленность.
Для польского населения Ровенщины и партизан-поляков ровенского партизанского соединения № 1 выходила газета «Czerwony Sztandar».

### Прибалтика
Одним из заметных немецких оккупационных изданий Латвии была газета «Двинский вестник».
В 1941 году в Риге выходила русская еженедельная газета «Родина» (главный редактор — В. В. Клопотовский), а также пять номеров еженедельной русской газеты «Слово» (редактор-издатель — В. В. Клопотовский).
В лагерях беженцев в 1944 году в Прибалтике издавались газеты «Наше время» и «Новости недели».
На русском и немецком языках печатался «Обзор русских газет. Russische Pressespiegel» (Рига, 1944). Газета состояла из материалов газет «За Родину!», «Северное слово», «Правда» и журнала «Новый путь».
В 1941—1943 годах в Риге издавалась газета «Правда», шапка которой имитировала советскую «Правду». Вышло: в 1941 году — 20 номеров, 1942-м — 52 номера, 1943-м —один номер и спецвыпуск.
В Ревеле (Таллин) в 1942—1944 годах трижды в неделю (по средам, пятницам и воскресеньям) выходила иллюстрированная политико-литературная газета «Северное слово» (ответственный редактор — В. Смирнов) и как приложение к газете одноимённое специальное литературно-художественное издание (тираж — 100 тыс. экз.). Газета имела специальную еженедельную рубрику «Литературный календарь», в которой публиковались материалы о выдающихся российских писателях, а также статьи к юбилеям и памятным датам деятелей мировой и русской литературы, рецензии на изданные книги.
В 1943—1944 годах в Риге три раза в неделю (вторник, четверг и суббота) выходил «Русский вестник» (главный редактор — В. В. Клопотовский). Вышло: 1943 году — 24 номера и в 1944 году —118 номеров.
За годы Великой Отечественной войны в Прибалтике издавались 15 газет, что составило 5% от общего количества издаваемых на оккупированных территориях.

### Финляндские издания
На территории оккупированной Карело-Финской ССР финляндскими властями издавалось несколько газет — финноязычные «Vapaa Karjala» («Свободная Карелия», с августа 1941) и «Paatane Viesti» («Паданские вести»), а также русскоязычная «Северное слово».
Газета «Vapaa Karjala» («Свободная Карелия») была органом Военного управления Восточной Карелии и выходила один раз в неделю на протяжении всех лет оккупации. Первый номер газеты вышел в августе 1941 года тиражом в 5 тыс. экземпляров, к концу этого года тираж достиг 10 тыс. экземпляров, а в 1943 году составлял уже 11,7 тыс. экземпляров. С 1942 года Военное управление выпускало газету «Paatenan Viesti» («Паданские вести») на финском языке тиражом 1400 экемпляров. Материалы газет носили чётко выраженный идеологический характер и были направлены на принижение роли русского народа в жизни финно-угорских народов Карелии и возвеличивание идеи Великой Финляндии.

## Советские издания
К началу 1942 года на оккупированной немцами советской территории типографским способом издавалось немногим более 20 просоветских газет, но в 1943—1944 годах число изданий подпольной и партизанской печатной продукции возросло до 270. Порой ситуация с бумагой была настолько плачевной, что газеты печатали на бересте и на обоях. Из подпольных изданий, выходивших на оккупированной территории, наибольшей известностью пользовались газеты «За Советскую Украину!», «Большевистская правда», «Витебский рабочий», «В бой за Родину!»; из партизанских — «Красный партизан», «Партизан Украины», выходивших в отрядах С. А. Ковпака и А. Н. Сабурова. Главное политическое управление Советской армии выпускало листок «Вести с Советской Родины» (тираж —1,5 млн экземпляров), который постоянно информировал советских людей на захваченной временно врагом территории о положении на фронте и в тылу.
Следует отметить, что некоторые советские газеты, в особенности газеты фронтовых издательств, были пропагандистскими и поэтому далеко не всегда могут быть достоверными источниками о жертвах нацистской истребительной политики.

### РСФСР
В 1941 году на занятом немцами Северо-Западе России в Полновском районе была создана первая и единственная на тот период времени партизанская типография небольшой производительности. Газеты же, отпечатанные в СССР, почти не доходили до населения оккупированных территорий из-за того, что советская печатная продукция разбрасывалась самолётами в прифронтовой зоне, откуда местные жители выселялись немцами. Однако, с развитием партизанского движения, в 1942—1943 гг. издательская деятельность расширилась настолько, что политотделы партизанских бригад и отрядов стали отправлять в Ленинград по пять обязательных экземпляров всех своих газет и листовок.

Множество газет для партизан издавалось в Ленинградской, Смоленской, Новогородской, Орловской и в других областях. В Ленинградской области, например, выпускались «Партизанская месть», «Патриот Родины» «Красный партизан»,
 «Псковский колхозник», «Партизанская правда». Любовью среди партизан пользовалась газета «За Ленинград». Журналисты-партизаны трудились в тяжёлых условиях. Тогда никто не знал их имён. В те суровые годы поэт Б. Лихарев посвятил им строки: «Как зовут их? Не скажу, не знаю, Партизан сокрыты имена. Тем они славнее засияют в день победы для тебя, страна». К сожалению, мы и сейчас мало знаем о мужестве партизан журналистов. Трудно найти сколько-нибудь значительное исследование о газетах, издававшихся в партизанских частях и соединениях.— Журналист Горевалов С.И. (Киевский международный университет) «Советская печать в годы Великой Отечественной войны».
Многие партизанские газеты печатались на оборудовании советских газет. Например, газета «Новороссийский партизан» издавалась на печатной машине газеты «Новороссийский рабочий».

### Белоруссия
На оккупированной территории Белоруссии подпольно издавалось 162 газеты, в том числе республиканских — 3, областных — 14, межрайонных и районных — 145, распространялись центральные советские газеты. В Минске оккупанты готовы были выплатить 75 тысяч марок тому, кто укажет, где подпольно печаталась газета «Звязда».
В конце 1942 года начала выходить газета Полесского подпольного обкома и Мозырского подпольного горкома ЦК КП(б)Б «Бальшавік Палесся»(«Большевик Полесья»).